# Anata ni
Anata ni (あなたに, auf Deutsch etwa „An dich“ oder „Für dich“) ist ein Lied der japanischen Punkband Mongol800.
Es erschien am 16. September 2001 mit der Herausgabe des zweiten Studioalbums Message und zählt zu den bekanntesten Liedern der Gruppe.
Das Stück wurde mehrfach gecovert. Diverse Coverversionen des Liedes fanden zudem Verwendung als musikalische Untermalung diverser Fernsehdramen, Kinofilme und Anime-Produktionen.

## Komposition
Geschrieben wurde der Liedtext von Sänger Kiyosaku Uezo, während die Band gemeinsam die Musik komponierte. Die Haupttonart ist G-Dur, die Taktart ein 4⁄4-Takt und hat ein Tempo von 107 Bpm.
Der Songtext befasst sich in erster Linie mit dem Thema Liebe, wobei nicht nur die romantische Ebene aufgegriffen, sondern auch die Wertschätzung von Mitmenschen und Selbstwertschätzung, sowie zwiegespaltene Gefühle thematisiert werden.

## Coverversionen und mediale Nutzung
Das Lied wurde mehrfach gecovert. Diverse Coverversionen wurden in unterschiedlichen Medien genutzt, etwa als musikalische Untermalung der Vorspannsequenz zum zehnteiligen Fernsehdrama Osozaki no Himawari, die im Jahr 2012 auf Fuji Television gezeigt und vom Hauptcast der Serie eingesungen wurde. Die „Chiisana Koi no Uta Band“, bestehend aus den Hauptdarstellern des Kinofilms Chiisana Koi no Uta – basierend auf dem Lied gleichen Namens – nahm eine Coverversion des Stückes auf und veröffentlichte dieses auf einer EP.
Der japanische Pop- und Reggae-Musiker HAN-KUN coverte Anata ni und veröffentlichte es 2019 auf seinem ersten Coveralbum Musical Ambassador. Die Synchronsprecherin Rie Takahashi interpretierte das Stück in ihrer Sprechrolle als Takagi-san. Diese Version ist in der Abspannsequenz der achten und neunten Episode der zweiten Staffel der Anime-Fernsehserie Nicht schon wieder, Takagi-San zu hören. Es wurde auf dem Coveralbum Karakai Jouzu no Takagi-san 2 Cover Song Collection eingespielt, das am 25. September 2019 in Japan erschien. In der Abspannsequenz der zweiten und dritten Folge der Animeserie Okitsura ist das Lied zu hören. Die Synchronsprecherinnen Akari Kitō und Fairouz Ai, die in der Serie den Charakteren Hina Kyan bzw. Kana Higa ihre Stimme leihen, sangen das Lied ein.
Eine weitere Coverversion des Stückes wurde 2023 von der japanischen Rockband Mrs. Green Apple aufgenommen und auf dem Tribute-Album 800TRIBUTE -champloo is the BEST!!2- veröffentlicht.

## Erfolg
Die Nutzung des Liedes in einem Werbespot sorgte für einen signifikanten Anstieg der Bekanntheit der Band innerhalb der japanischen Bevölkerung und hatte ausschlaggebenden Anteil am kommerziellen Erfolg des zweiten Studioalbums Message. Dank Mundpropaganda konnte das Album im Jahr 2002 Platz eins der heimischen Charts erreichen und zwischenzeitlich mehr als zwei Millionen Exemplare absetzen.
Obwohl das Lied für den nationalen Durchbruch der Band sorgte und zu den bekanntesten Stücken der Musiker zählt, avancierte es nicht zum Signature Song der Gruppe.